# Bahtranca
Bahtranca är en ort i Mexiko.   Den ligger i kommunen Chilón och delstaten Chiapas, i den sydöstra delen av landet, 800 km öster om huvudstaden Mexico City. Bahtranca ligger 954 meter över havet och antalet invånare är 151.
Terrängen runt Bahtranca är kuperad. Runt Bahtranca är det ganska tätbefolkat, med 54 invånare per kvadratkilometer. Närmaste större samhälle är Yajalón, 14,9 km nordväst om Bahtranca. I omgivningarna runt Bahtranca växer i huvudsak städsegrön lövskog.